# Pavullo nel Frignano
Pavullo nel Frignano é uma comuna italiana da região da Emília-Romanha, província de Modena, com cerca de 14.913 habitantes. Estende-se por uma área de 144 km², tendo uma densidade populacional de 104 hab/km². Faz fronteira com Guiglia, Lama Mocogno, Marano sul Panaro, Montecreto, Montese, Polinago, Serramazzoni, Sestola, Zocca.

## Demografia
| Variação demográfica do município entre 1861 e 2011                               |
|                                                                                   |
| Fonte: Istituto Nazionale di Statistica (ISTAT) - Elaboração gráfica da Wikipedia |